# Xã Quiring, Quận Beltrami, Minnesota
Xã Quiring (tiếng Anh: Quiring Township) là một xã thuộc quận Beltrami, tiểu bang Minnesota, Hoa Kỳ. Năm 2010, dân số của xã này là 70 người.